# أليكساندر هندرسون (لاهوتي)
كان أليكساندر هندرسون (1583 تقريبًا – 19 أغسطس 1646) لاهوتيًا اسكتلنديًا وأحد رجال الدولة الكنسيين الهامين في عصره. ويعتبر هندرسون المؤسس الثاني للكالفينية في اسكتلندا. وكان أحد الكهنة الأكثر بروزًا في كنيسة اسكتلندا في أكثر فتراتها أهمية، وبشكل أكثر دقة، قبل أواسط القرن السابع عشر. 
ولد أليكساندر هندرسون في عام 1583، ودرس في جامعة سانت آندروز. من خلال نفوذ الأسقف جورج جلادستانس، طرح اسم هندرسون للكنيسة حين كان يعيش في ليوتشارس، فيفشاير، وعين عنوة في مهامه عام 1615. كان هندرسون في تلك الآونة مؤيدًا للأسقف، غير أنه غير آراءه لاحقًا وبات من المناصرين المتحمسين للمشيخية. عارض هندرسون تبني المواد الخمسة لبيرث في عام 1618، ورفض استخدام كتاب الصلاة في عام 1637.
أشرف هندرسون على كتابة مسودة كل من الميثاق الوطني لعام 1638 مع لورد واريستون جونستون، والرابطة والميثاق المقدسين في عام 1643. ألقى هندرسون وعظة في كنيسة جريفرايرز في 28 فبراير من عام 1638، اليوم الذي وقع فيه الميثاق الوطني وترأس جلسة الجمعية العامة بالغة الأهمية التي عقدت في جلاسغو في شهر نوفمبر التالي. وفي مناسبتين لاحقتين اختير رئيسًا للجمعية. كان هندرسون راعي أبرشية إدنبرة وبدأ بأستاذية في اللغات الشرقية في ذلك المركز التعليمي. بهدف المصالحة مع مؤيدي المشيخية، عين تشارلز الأول هندرسون قسًا عليه خلال زيارته لاسكتلندا في عام 1641. 
أوكلت إلى هندرسون العديد من المهام الجادة، إذ كان أحد الأعضاء الذين مثلوا الكنيسة الإسكتلندية في جمعية القساوسة في ويستمنستر، ونال شرف مقابلة تشارلز الأول عدة مرات حين كان يحاول استمالة الملك إلى المشيخية، ولو أنه لم ينجح في ذلك. توفي هندرسون في إدنبرة في 19 أغسطس من عام 1646. خلال فترة استعادة الملكية طُمست النقوش التي كانت قد نقشت على شاهدة قبره، إلا أنها استعيدت خلال فترة الثورة المجيدة في اسكتلندا.

## نشأته
ولد أليكساندر هندرسون في غوثري، في أبرشية فيفي في كرايش في عام 1583. بالكاد يُعرف أي شي عن تاريخ نسبه وأسرته. تقول التقاليد، وفقًا لوودرو، أن هندرسون كان ابن أحد ملاك الأراضي، والابن الأصغر لأسرة هندرسون من فورديل. ويدعم ذلك وجود رفاته في مدفن تلك الأسرة في مدفن كنيسة جريفرايرز، وما تزال صورة معاصرة له بحوزة ممثل عن تلك الأسرة. كان مكان ولادته بين قرى لوثري وبرانتون. ترك هندرسون في وصيته 2000 مارك إسكتلندي لأعمال صيانة مدرسة في لوثري. في 19 ديسمبر من عام 1599، في عمر ال 16، التحق هندرسون بكلية سانت سالفاتور، سانت آندروز، ونال شهادة في الفنون في عام 1603. منذ عام 1603 حتى عام 1611، كان هندرسون عضوًا في مجلس الجامعة للفلسفة وخلال تلك الفترة أتم برنامجه الدراسي في علم اللاهوت.

## أوائل مسيرته
تبنى هندرسون مبادئ أسقفية قوية وكان مؤيدًا مخلصًا للأسقف جورج جلادستانس، الذي أصبح في ما بعد حاميه وقدمه إلى أبرشية ليوتشارز. كان تثبيته أمرًا غير محبب إلى درجة أن أبواب الكنيسة في يوم رسامته الكهنوتية، من المحتمل أن ذلك كان في شهر يناير من عام 1614، كانت مغلقة بإحكام، وتوجب عليه هو وأصدقاؤه أن يدخلوا من النافذة. لم يبد السيد هندرسون في البداية سوى اهتمام قليل بالحاجات الروحية لشعبه، إلا ان مشاعره وطباعه تغيرت بشكل كامل. وكانت وسيلة تغيير وجهة نظر هندرسون الروحية موعظة ألقاها روبرت بروس خلال عشاء رباني في أبرشية مجاورة. مع انجذابه إلى شهرة الواعظ، اندس هندرسون (حسب ما تقول القصة) في أكثر زوايا الكنيسة ظلامًا آملًا أن يتسلل خارجًا دون أن يتعرف عليه أحد. كانت الكلمات التي اختارها بروس لنصه: «ذلك الذي لم يدخل من الباب» إلخ.
تركت هذه الفقرة، التي تنطبق بشكل ممتاز على حالته، والموعظة التي تلتها انطباعًا في ذهنه أدى إلى تغير تام في آرائه وسلوكه. على الرغم من ذلك، بدا أن بروس كان مدركًا لوجوده، أو في حال لم يكن مدركًا، فقد كانت هناك مصادفة في قابلية تطبيق النص الذي كان قد اختاره على الظروف الاستثنائية التي رافقت تعيينه هندرسون في مهامه. مهما يكن من أمر، تركت الموعظة التالية انطباعًا قويًا في ذهنه إلى درجة أنها أحدثت تغييرًا تامًا في سلوكه وعواطفه الدينية، وفي تحوله من قس مهمل ولا مبال حيال رعيته ومؤيد لنظام مكروه بشكل كبير من قبل الشعب إلى كاهن متنبه وملتزم ومناصر قوي لقضية المشيخية. وبات في تلك الآونة مقتنعًا بشكل كلي بأن إجراءات الحزب الأسقفي كانت تؤذي مصالح الدين وصمم في الحال على العمل مع الأساقفة. كان ظهوره الأول في هذا الصدد في جمعية بيرث في عام 1618 حين أبدى معارضة شديدة للمواد الخمسة لبيرث، على الرغم من التهديدات التي كانت قد وجهتها الحكومة. 
برز هندرسون من بين أشد معارضي، ولو دون نجاح، الإجراء البغيض، وكان ذلك أيضًا في تحد لأقصى درجات غضب الملك التي كانت تشكل تهديدًا لكل من رفض تبني المواد الخمسة. «في حال رفضتم»، قال الأسقف مطران سانت آندروز مخاطبًا القساوسة المجتمعين، «سينهار كامل تنظيم كنيستكم وكامل إرثها، وسيطرد بعض الكهنة وسيحرم آخرون من رواتبهم ومناصبهم وسينزل على الجميع غضب السلطات».
في شهر أغسطس من عام 1619 مثل هندرسون أمام محكمة اللجنة العليا بتهمة نشر كراس يندد بجمعية بيرث. عند ظهور الأساقفة، أجاب السيد هندرسون على التهم ببلاغة شديدة وبوضوح بأن الأساقفة لم يتمكنوا من تحقيق أي تفوق عليه وعلى أصدقائه، وأنهم اضطروا إلى طردهم عبر التهديدات، وعاد هندرسون إلى الأبرشية. ولا نعرف سوى القليل، أو لا نعرف أي شيء على الإطلاق، عن ال 18 عامًا التالية.

## الميثاق الوطني، الصراع ضد الأسقفية
عاد هندرسون وظهر مجددًا على الساحة في سنة 1637 الهامة كمعارض بقوة ل «طقوس لود» التي كان الملك تشارلز مصممًا على فرضها على الكنيسة. وبصورة مشتركة مع كهنة آخرين، أوكلت إليه مهمة تأمين نسختين من الطقوس للاستخدام ضمن أبرشيته في 15 يومًا، مقابل عقوبة التمرد. ذهب هندرسون على الفور إلى إدنبرة، وفي 23 من شهر أغسطس قدم عريضة إلى مجلس الملك الخاص يقول فيها أن كتاب الصلاة لم ينل موافقة الجمعية العامة ولم ينل اعترافًا من خلال قانون برلماني، وأنه كان يصلي من أجل إيقاف هذه المهمة. رد المجلس على هذه الاحتجاجات بإجابة مقنعة، وصدر قرار بإيقاف قراءة الطقوس الدينية إلى أن تنتشر أخبار حول رضا الملك. 
إلا أن تشارلز أصر بشكل قاطع على ضرورة تلقي كتاب الصلاة، ومنذ هذه اللحظة فصاعدًا عادت إلى السيد هندرسون حصة بارزة في جميع الإجراءات التي تبناها من لم يمتثلوا. تجمع عدد كبير من النبلاء وطبقة الأشراف والقساوسة وممثلي البورج، إضافة إلى آخرين، من كافة أنحاء البلاد في إدنبرة، وبعد تقديم تضرع آخر إلى مجلس الملك الخاص يطلب طرح المسألة من جديد على الملك، أعلن جلالته أنه يتوجب على جميع الأشخاص مغادرة منازلهم في غضون 42 ساعة، عقابًا لكونهم متمردين مدانين.